# Stiftskirche Admont

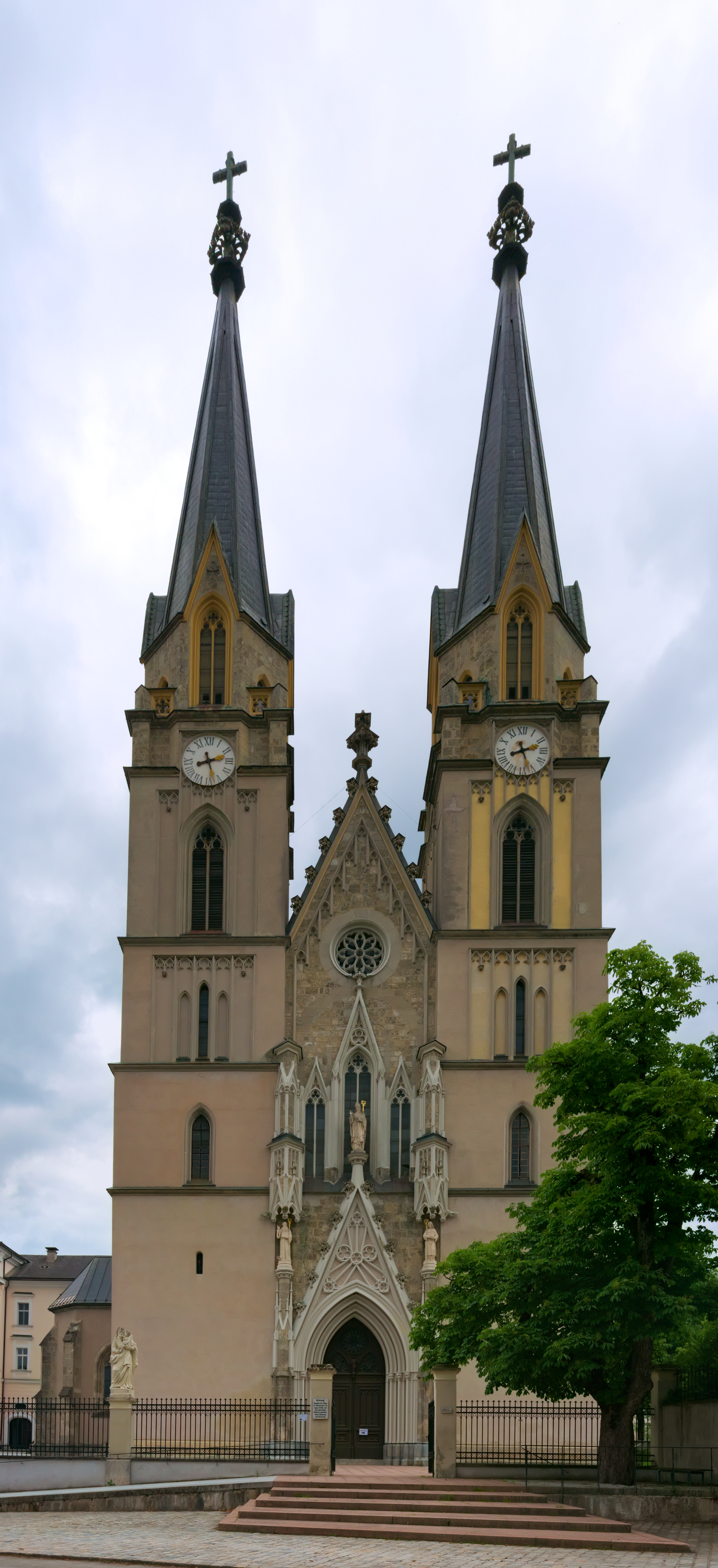
Stiftskirche Admont

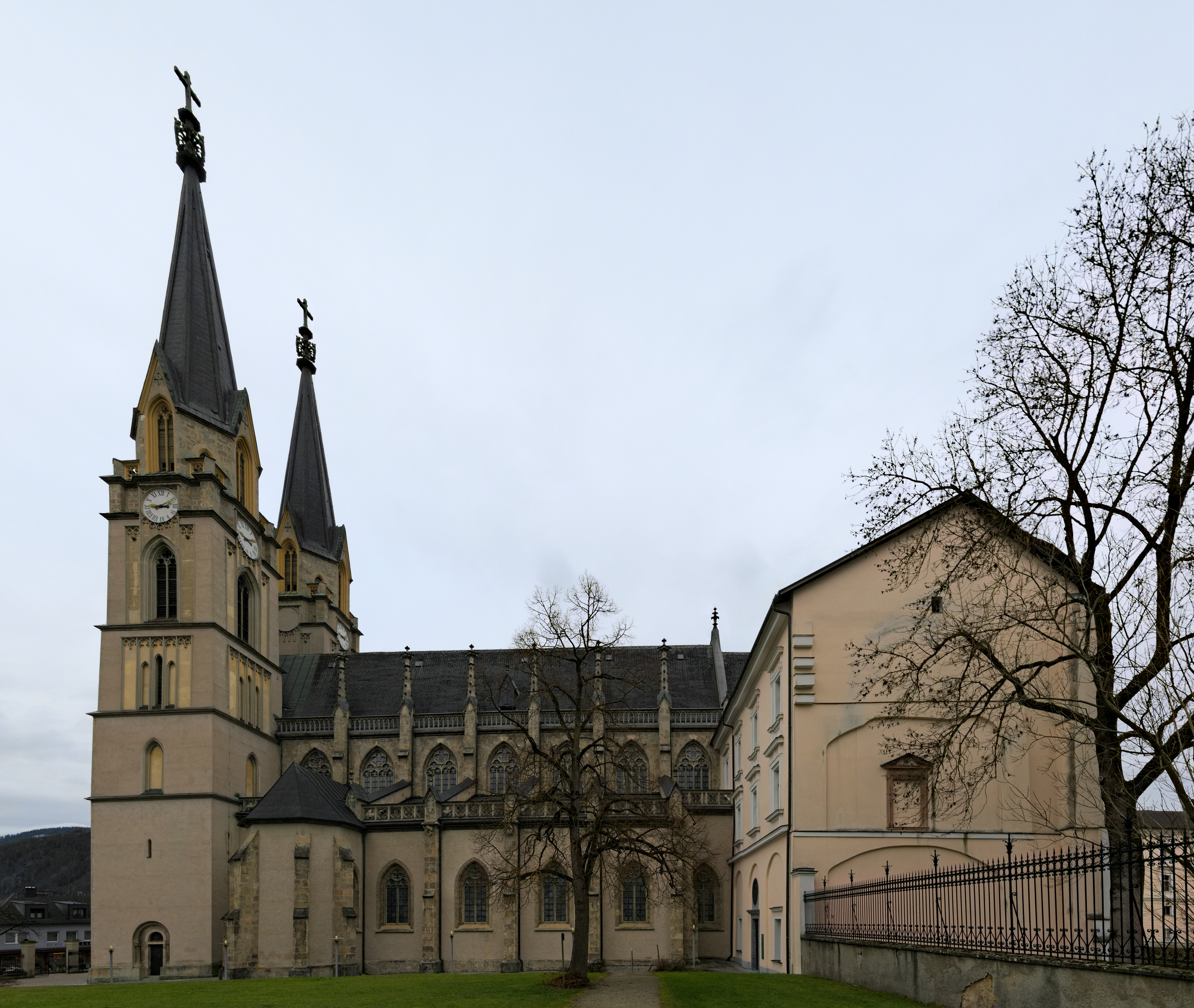
Ansicht des Kirchenschiffs von Süden

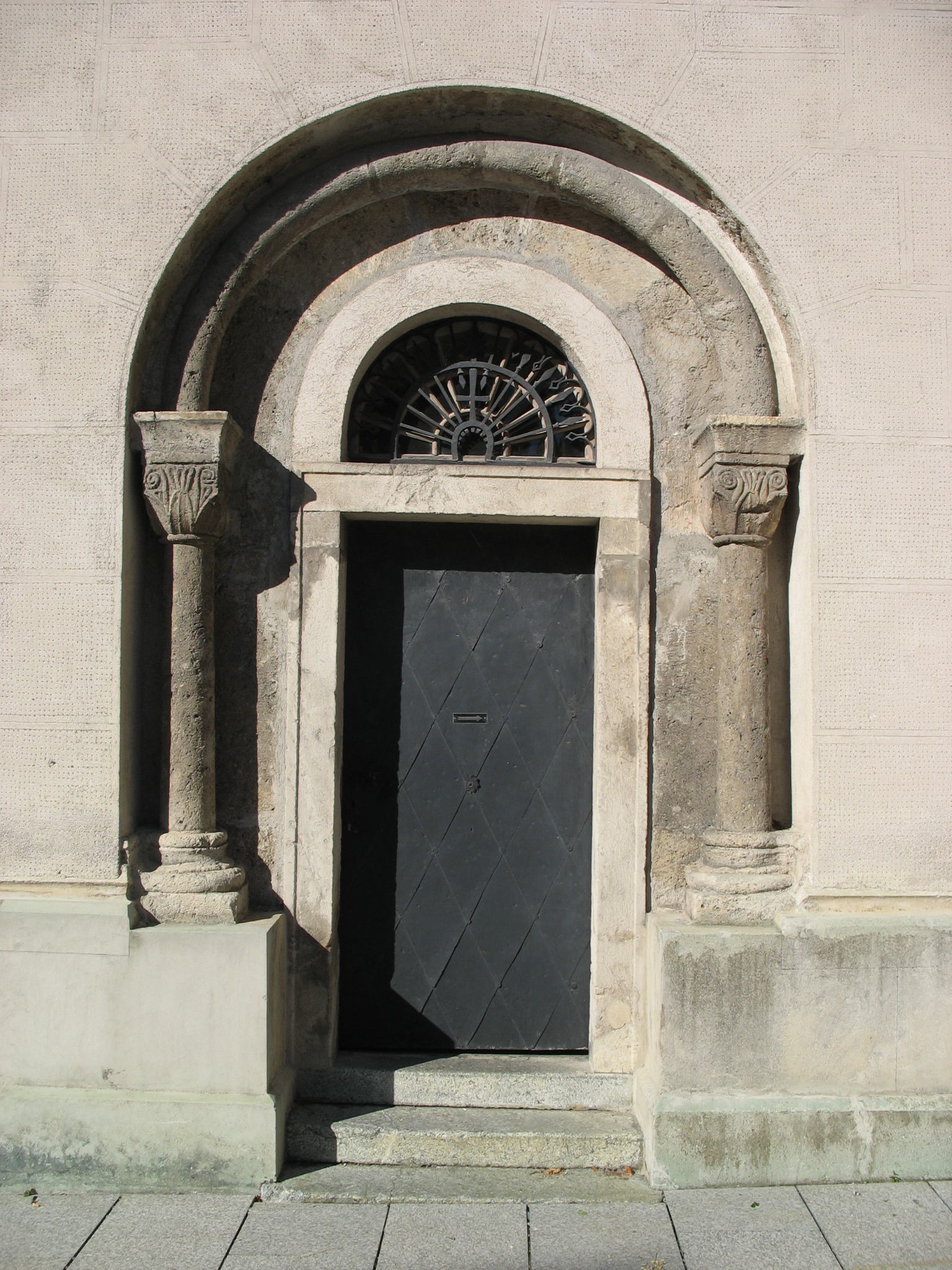
Romanisches Portal im Südturm

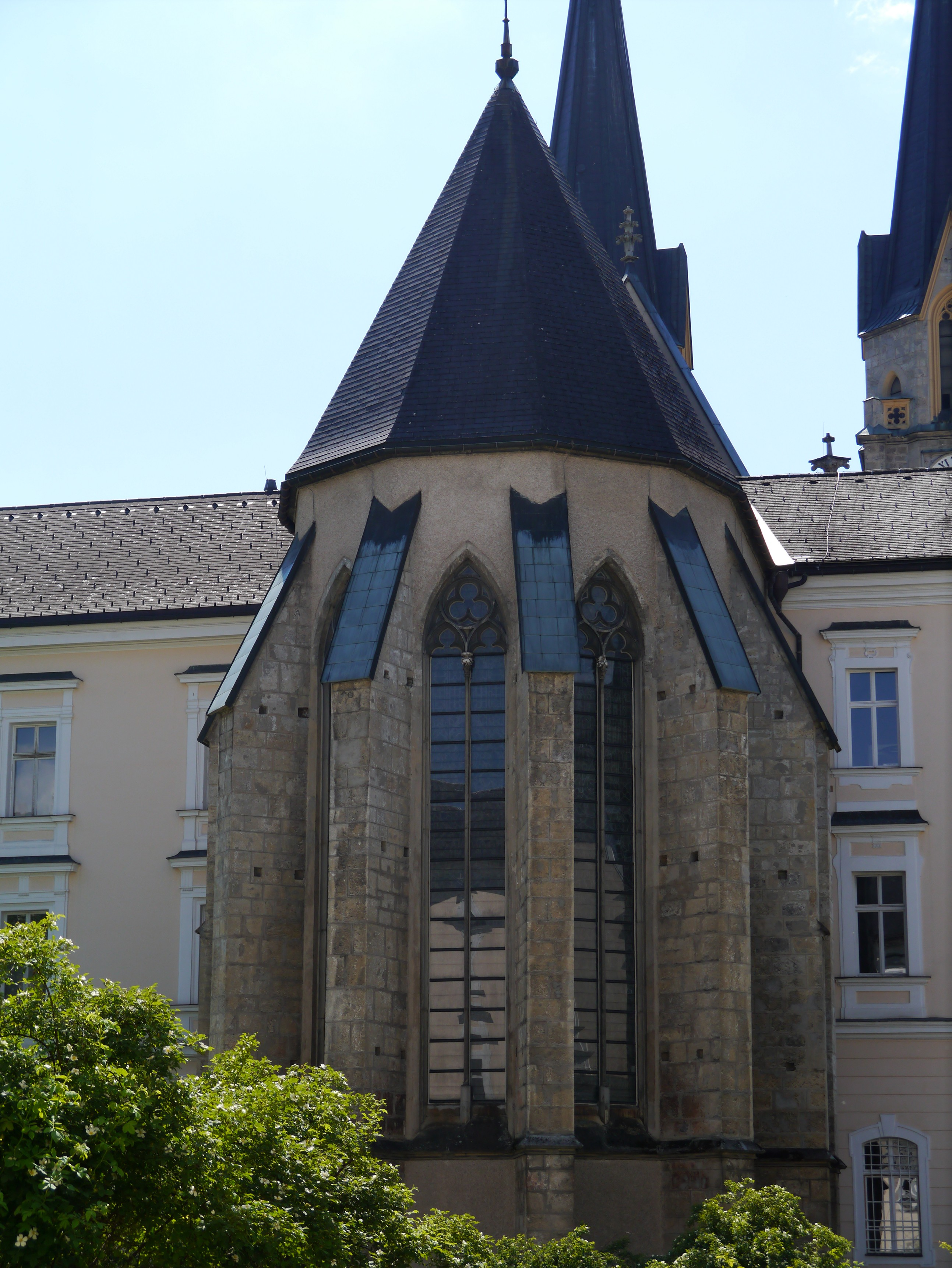
Der gotische Chorbau der Admonter Stiftskirche

Die römisch-katholische Stifts- und Pfarrkirche Admont des Benediktinerklosters Admont in Admont in der Obersteiermark wurde nach dem großen Brand von 1865 bis 1869 unter Einbeziehung romanischer und gotischer Bauteile im neugotischen Stil wiedererrichtet. Das Münster ist eine der ersten neugotischen Sakralbauten Österreichs. Die beiden, jeweils 73 und 74 Meter hohen Türme sind das Wahrzeichen des Ennstales. Die historisch auch als Blasiusmünster bezeichnete Kirche ist dem hl. Blasius geweiht.

## Geschichte
In der romanischen Bauperiode entstand 1074 – gleichzeitig mit der Gründung des Klosters Admont – eine erste schlichte Kirche, die der Gottesmutter Maria und dem hl. Blasius geweiht war (in honore eiusdem sancte dei genitricis et sancti Blasii) und den Mönchen als Gotteshaus diente. Zwischen 1117 und 1137 wurde das Gebäude unter Abt Wolfhold neuerrichtet, nur wenig später aber, 1152, wieder durch einen Brand zerstört. Daraufhin wurde die Kirche unter Abt Gottfried I. als dreischiffige Basilika mit zwei Westtürmen wieder aufgebaut. In Ermangelung archäologischer Untersuchungen lassen sich keinerlei Aussagen über die Baugestalt der ersten Admonter Stiftskirche machen, wie auch ob und bis zu welchem Maß der Erstbau in den nachfolgenden Wiederaufbau übernommen wurde. Der Ausbau der romanischen Stiftskirche zog sich noch bis in das 13. Jahrhundert hin. 1205 fand Abt Rüdiger beim Besuch eines Steinbruchs, der wohl der Suche nach geeignetem Steinmaterial für die Fertigstellung der romanischen Zweiturmfassade galt, den Tod. Von Abt Konrad  (1231 bis 1242) wird berichtet, dass er „durch umfassende Baulichkeiten die Ehre des Hauses Gottes förderte“, doch dürfte 1235 beim Besuch Kaiser Friedrichs II. im Stift Admont der Neubau der Stiftskirche im Wesentlichen abgeschlossen gewesen sein. Noch unter seinem Nachfolger Berthold I. (1242 bis 1259) wurden der Stiftskirche zwei Sakristeien zugefügt.
Abt Heinrich II. ließ die romanische Kirche um einen gotischen, in fünf Seiten des Zehnecks schließenden Mönchschor erweitern und 1286 durch Konrad von Himberg, Bischof von Chiemsee, weihen. Abt Wilhelm von Reisberg begann gegen Ende des 14. Jahrhunderts den gotischen Ausbau der Westtürme, die aber erst unter seinem Nachfolger Hartnid Gleusser vollendet wurden. Im 15. Jahrhundert wurde das bisher flachgedeckte Langhaus durch Mitglieder der Admonter Bauhütte eingewölbt und der Kirchenraum liturgisch neu ausgestattet.
Unter Abt Matthias Preininger setzte 1621 der barocke Ausbau der Stiftskirche ein, die ein barockes Hauptportal erhielt und deren romanischem Südturm ein Oktogongeschoß aufgesetzt wurde. Fortgesetzt wurde dieser erste barocke Ausbau unter seinem Nachfolger Urban Weber. Die Barockisierung des Innenraums erfolgte um 1680, gleichzeitig mit dem Ausbau der Wallfahrtskirche Frauenberg an der Enns unter Adalbert Heuffler von Rasen und Hohenbühel. Der Nordturm der Kirchenfassade erhielt erst 1711 unter Anselm Lürzer von Zechenthal seine barocke Gestalt.
Als 1865 ein verheerender Brand zahlreiche Gebäude des Marktes von Admont verwüstete und auch ein Großteil des Stiftsgebäudes und die Kirche ein Raub der Flammen wurden, begann Abt Karlmann Hieber unmittelbar mit dem Wiederaufbau. 1866 bis 1869 errichtete der Architekt Wilhelm Bücher unter Einbeziehung erhalten gebliebener romanischer und gotischer Bauteile das neugotische Gotteshaus, eines der frühesten dieser Stilrichtung in Österreich. Am 12. September 1869 erfolgte unter Abt Zeno Müller die Kirchenweihe. Eine bautechnische Besonderheit der Admonter Stiftskirche stellt die umfangreiche experimentelle Verwendung vorgefertigter architektonischer Einzelformen in Perlmooser Portlandzement dar.
1929 wurden bei einer purifizierenden Restaurierung der Kirche unter Abt Oswin Schlammadinger neugotische Details wie die Fialen am Turmaufbau entfernt.

## Bauwerk

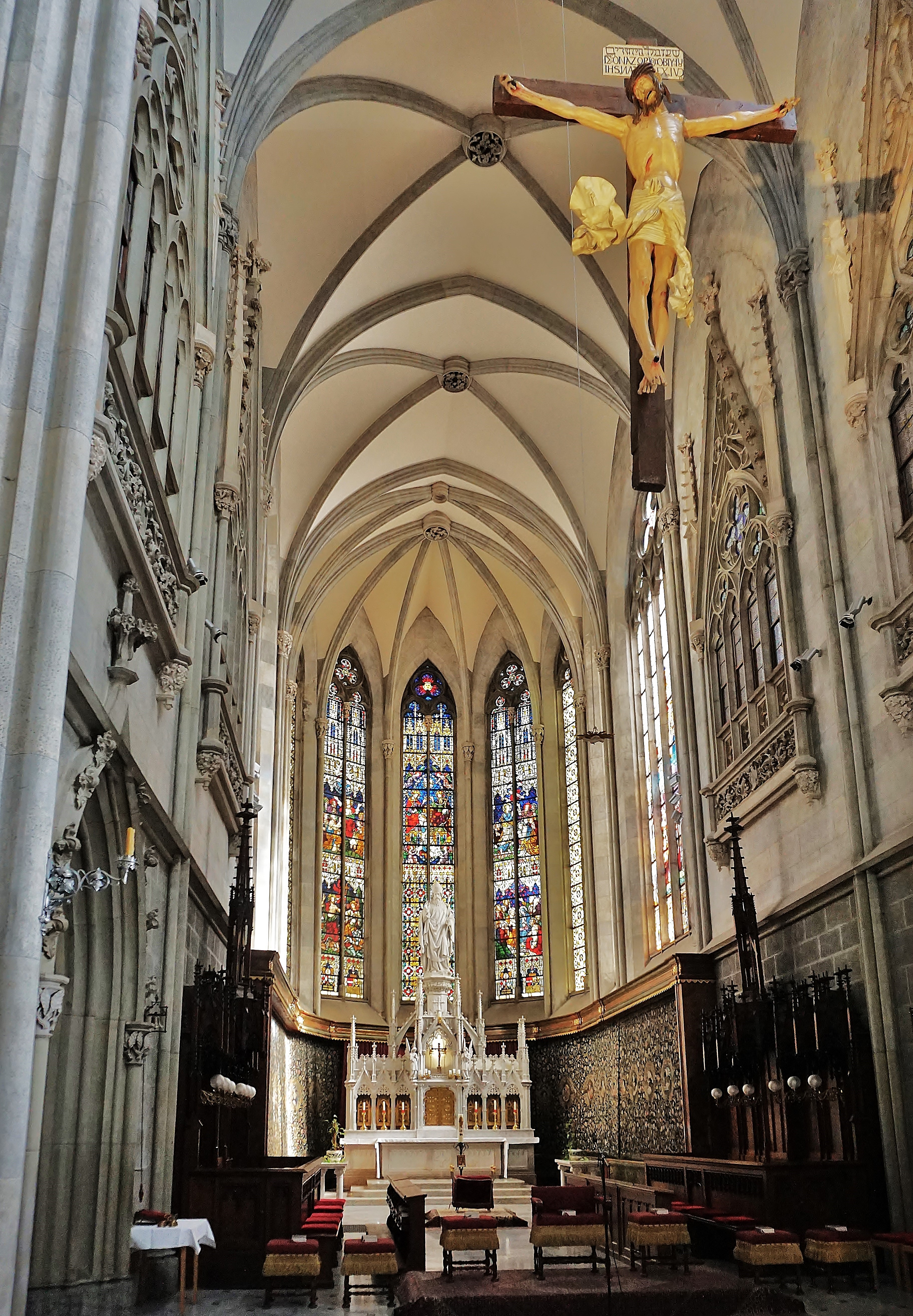
Blick in den gotischen Chor

Die Baugestalt der neugotischen Stiftskirche, eine dreischiffige, siebenjochige, querhauslose, von fünf Seitenkapellen begleitete Basilika mit offenem Strebewerk, wurde wesentlich durch die romanischen Unterbauten der Westtürme mit ihren beiden seitlichen Säulenportalen, den in seinen Umfassungsmauern erhaltenen und in den Neubau einbezogenen gotischen Chor und die Grundrissform der mittelalterlichen Kirche bestimmt. Neben dem 1275 begonnenen Regensburger Dom dienten vor allem auch die 1855 von Heinrich Ferstel begonnene Votivkirche in Wien und der durch Vinzenz Statz 1859 geplante und 1862 begonnene Mariä-Empfängnis-Dom in Linz als Vorbild bei der historisch korrekten Gestaltfindung.
Der Eindruck des kreuzrippengewölbten und mit spitzbogigen Arkaden ausgestatteten Kirchenraums wird von seiner starker Vertikalität und formalen Schlichtheit bestimmt, indem die Gewölbedienste ohne Zäsur aufsteigen und die Maßwerkfenster formal mit dem Triforium zusammengezogen sind. Die westliche Orgelempore ist in Form eines maßwerkgeschmückten gotischen Lettners gestaltet, der in mittelalterlichen Klosterkirchen zur Trennung des Mönchschores vom Laienraum diente. In den Chorraum öffnen sich seitliche, mit aufwendigen Maßwerkfenstern ausgestattet Oratorien.
Das Hauptportal der Westfassade zeigt Statuen des hl. Benedikt und der hl. Scholastika. Ein Wimperg mit der Figur des Stiftspatrons, des hl. Blasius, bekrönt das Portal. An der Nordseite des Langhauses zeigen zwei Wasserspeier in offener Anspielung auf die Schlacht von Königgrätz Porträts von Kaiser Wilhelm I. und Otto von Bismarck. Der südlich an den Chor angebaute Trakt beherbergt die Benedictus-Kapelle, früher die Alte Sakristei.

## Einrichtung

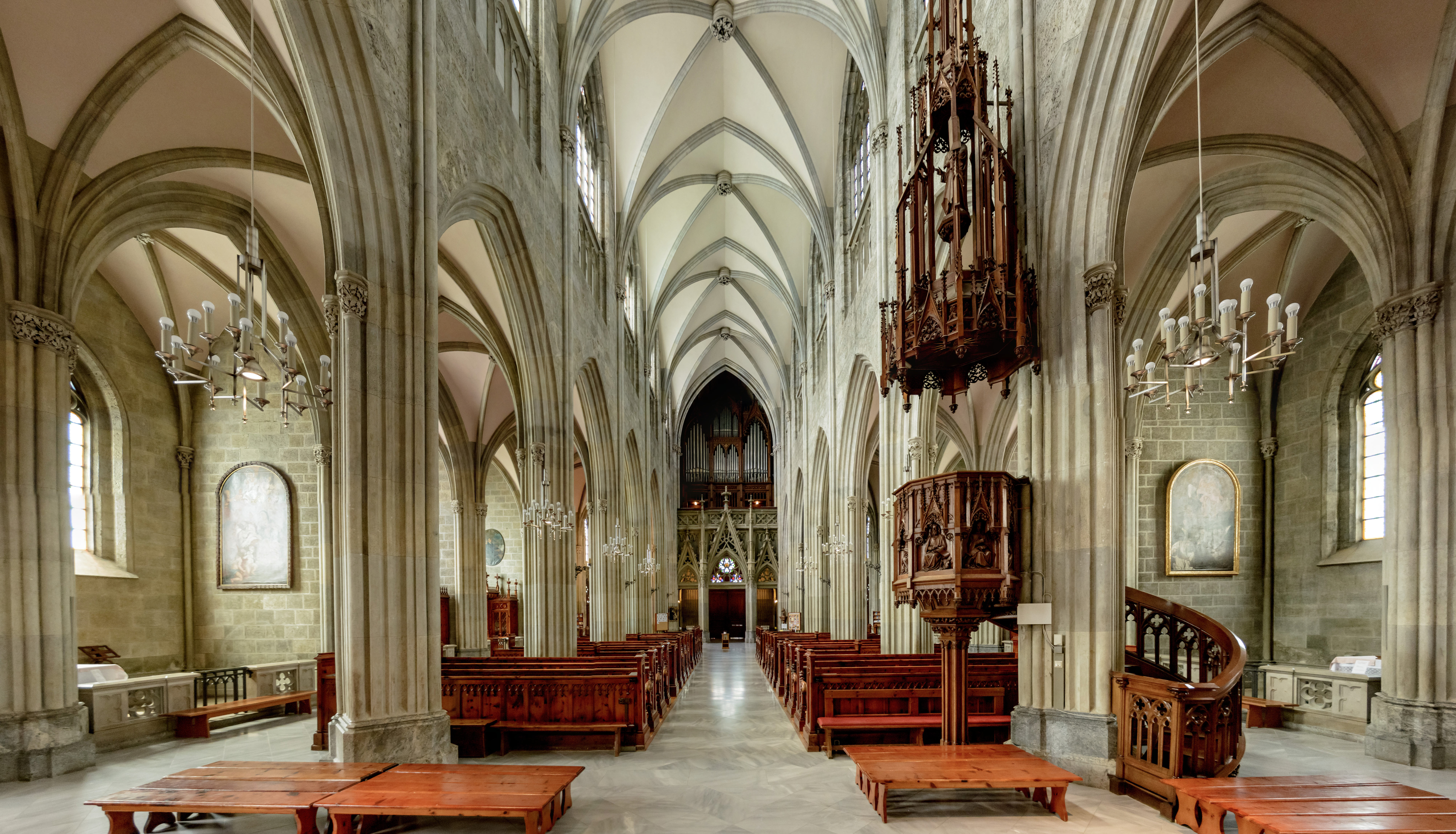
Innenansicht gegen Westen

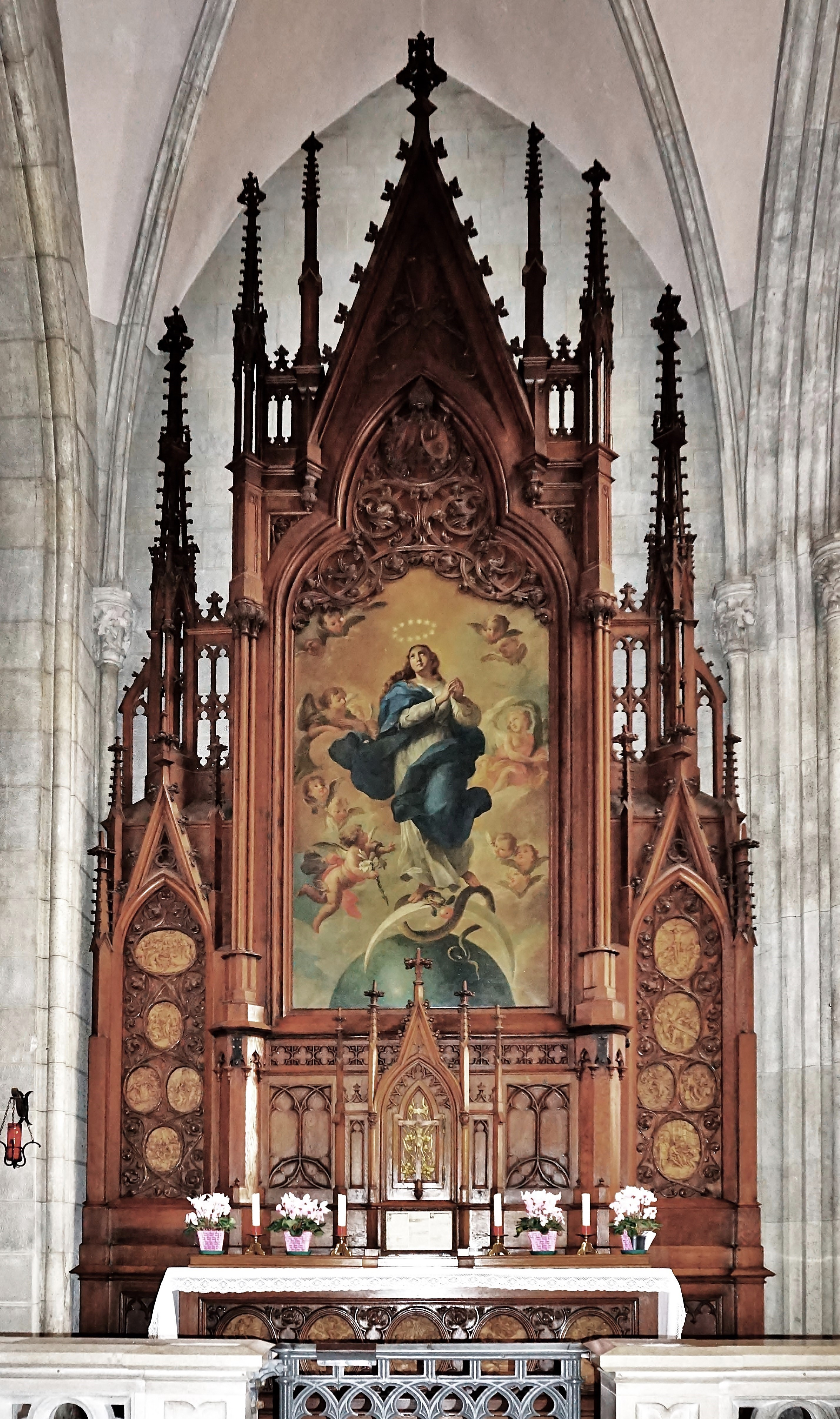
Der Marienaltar

Nach ihrer baulichen Fertigstellung im Jahre 1865 erhielt die Stiftskirche schrittweise ihre liturgische Neuausstattung, deren Ausführung sich über die nächsten fünfzig Jahre hinzog, wobei nur wenige erhaltene Objekte aus der zerstörten Kirche in den Neubau übertragen werden konnten. Unter dem Chorbogen wurde das überlebensgroße spätgotische Triumphkreuz aus der Zeit des Abtes Christophorus Rauber angebracht, rückseitig signiert und datiert fra vincentius von Reichenhaus 1518. Seitlich unter dem Chorbogen steht heute eine Kopie der berühmten Admonter Madonna von ca. 1310 – das Original befindet sich im Landesmuseum Joanneum in Graz. Der neugotische Marienaltar, in dessen Scheitel das Wappen von Abt Zeno Müller (1869–1894) angebracht ist, enthält das Bild der Maria Immaculata, geschaffen 1726 von Martino Altomonte, umgeben von 15 geschnitzten Rosenkranzgeheimnissen des aus Graz stammenden Stiftbildhauers Josef Thaddäus Stammel (1695–1765).

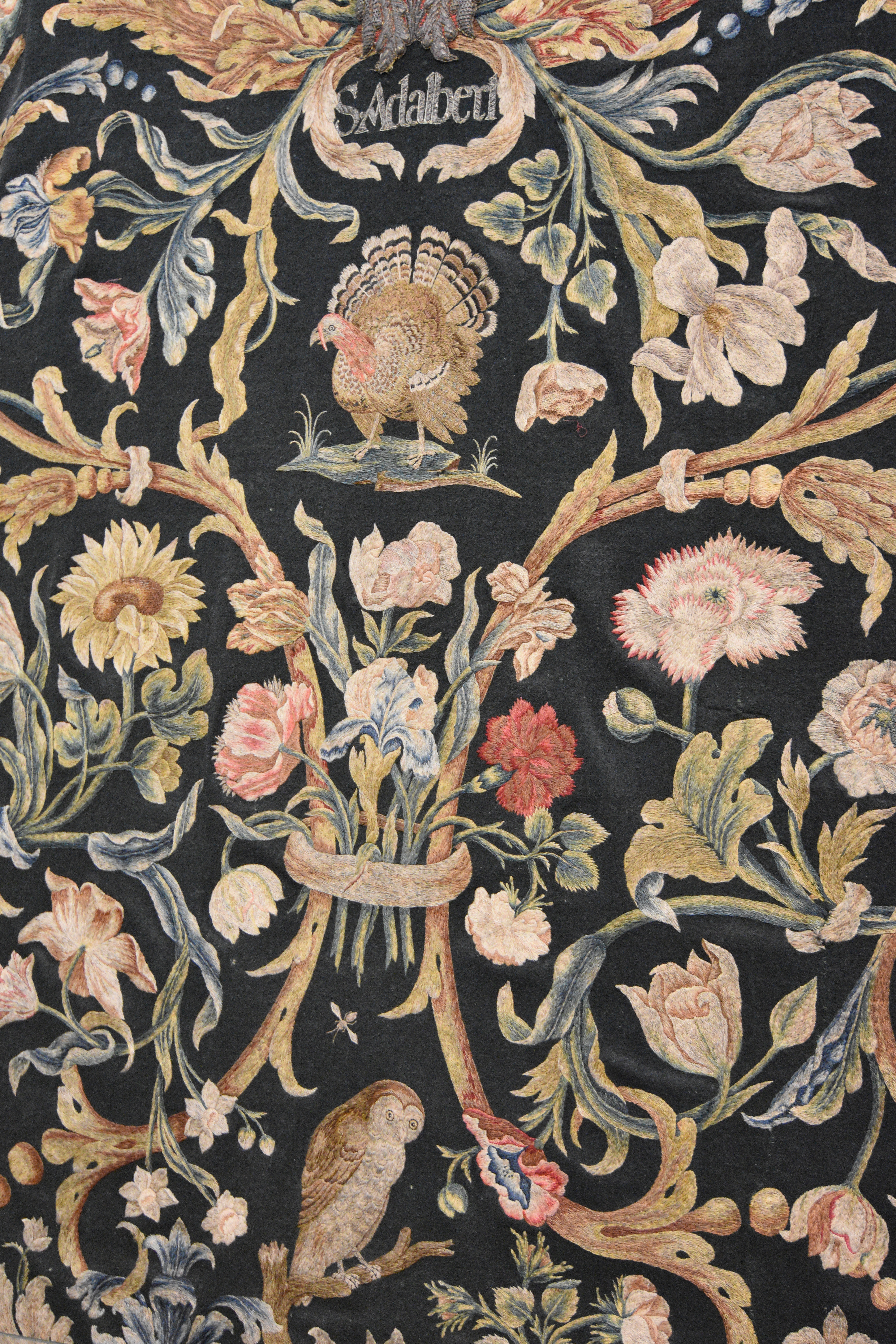
Detail des Wandteppichs von Benno Haan

Im Chor fanden die Wandteppiche aus der Stickereischule von Frater Benno Haan O.S.B., die im frühen 18. Jahrhundert geschaffen wurden und vom großen Stiftsbrand verschont blieben, ihre Aufhängung. Die kunstvollen Teppiche mit Äbtewappen, Darstellungen von Heiligen und einer bunten Vielfalt an Blumen- und Tiermotiven sind in Hoch- und Flachstickerei gearbeitet.
Als bedeutendstes Kunstwerk aus der zerstörten Kirche hat sich die barocke Weihnachtskrippe von Josef Stammel erhalten, die den Brand von 1865 unbeschadet überstanden hatte. Die Stammel-Krippe ist traditionell nur zur Weihnachtszeit (25. Dezember bis 2. Februar) geöffnet. Von Stammel stammt auch die 1763 für die Pfarrkirche Wildalpen geschaffene Pietà, die sich seit 1953 in Admont befindet.

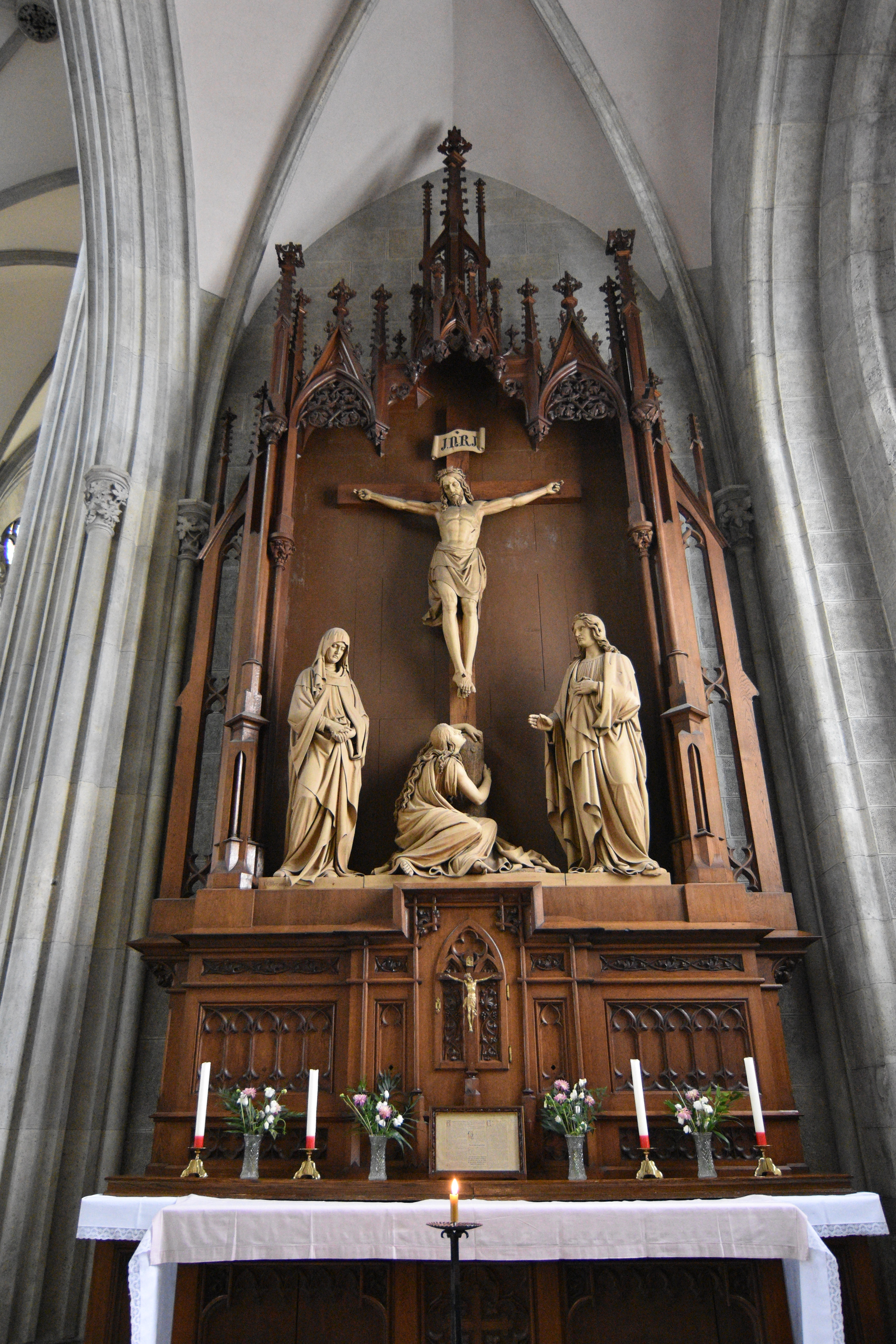
Der Kreuzaltar

Zur ersten Ausstattungsphase der Stiftskirche gehört der dem Marienaltar gegenüberstehende Kreuzaltar auf der Südseite mit der Kreuzigungsgruppe 1867 von Jakob Gilber. In dem nach Westen folgenden Kapellenpaar befinden sich die jeweils Reliquienschreine der beiden frühchristlichen Märtyrer Benedikt und Vinzenz, deren Reliquien 1776 aus den römischen Katakomben nach Admont transferiert worden sind. Im nächsten Kapellenpaar stehen die 1874 von Ignaz Brandstätter geschaffenen Altäre mit den Statuen der Ordensheiligen Scholastika, Gertrud und Erentrudis, bzw. Benedikt, Placidus und Maurus. Die Altäre der beiden nächsten Kapellen enthalten – neben den Statuen der hl. Anna und des hl. Stephanus — Reliefs des 1880 von Jakob Gilber geschaffenen Kreuzwegs, der sich auf der Westseite des Schiffs fortsetzt. Das vierte, 1893 ausgestattete Kapellenpaar enthält Altäre mit Statuen der hl. Hemma und des hl. Petrus von Peter Neuböck. Das westlichste, nach außen durch eine Polygonalapsis herausgehobene Kapellenpaar enthält im Norden die barocken Weihnachtskrippe in einem vom Grazer Architekten August Ortwein entworfenen neugotischen Schrein, die gegenüberliegende Kapelle enthält im ehemaligen Josephsaltar als Pendant die 1763 von Stammel geschaffene Pietà. Die neugotische Kanzel mit ihrem aufwendigen Gesprengeaufbau schuf Ignaz Brandstätter 1869 nach einem Entwurf von Wilhelm Bücher.

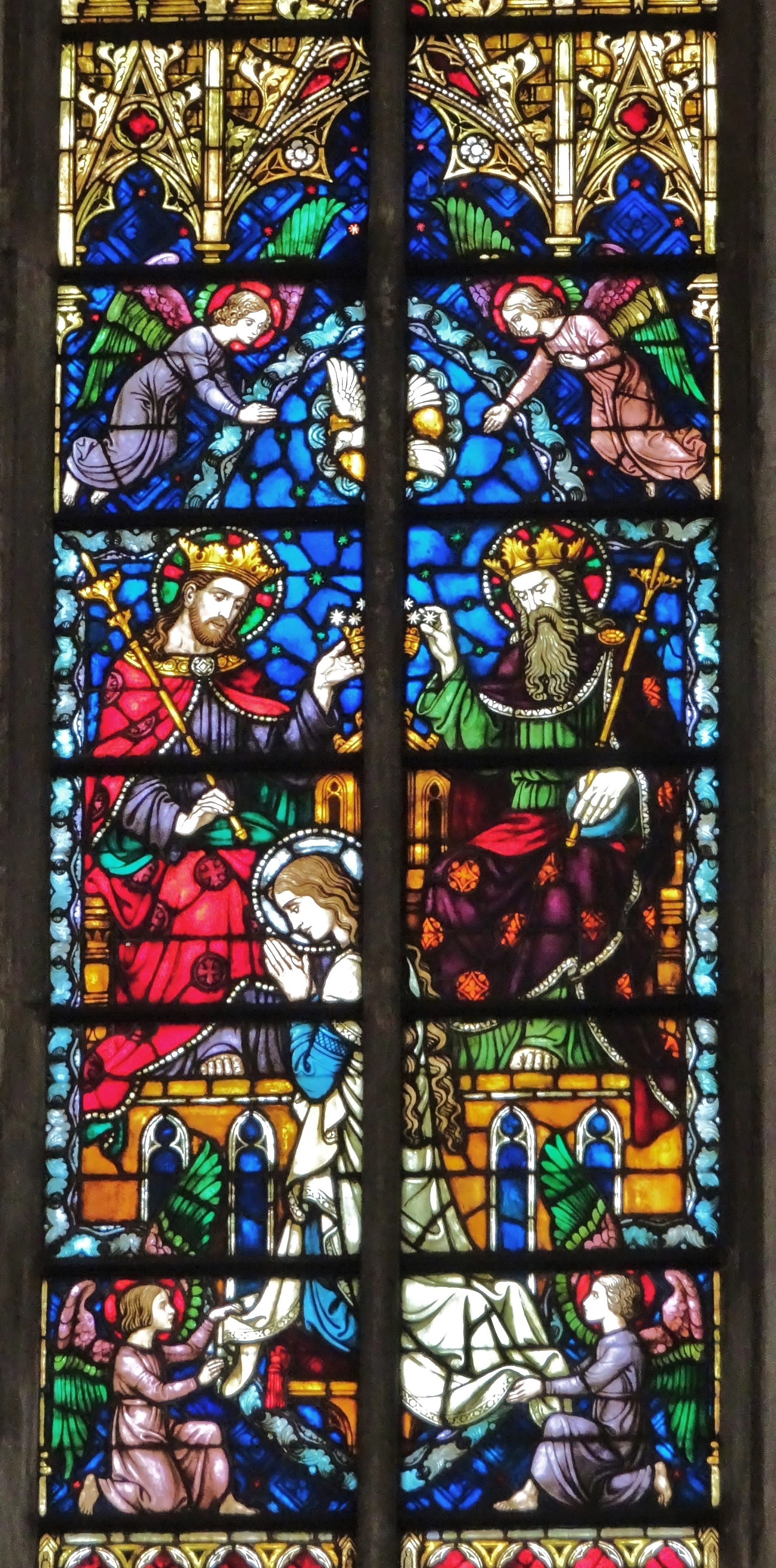
Marienkrönung, Teilansicht des mittleren Chorfensters

Zur zweiten Ausstattungsphase der Zeit um 1900 gehört der 1895 nach einem Entwurf des Architekten August Ortwein errichtete neugotische Hochaltar aus Carraramarmor wird von einer von Josef Linser geschaffenen Statue des Stiftspatrons, des hl. Blasius, bekrönt. Zugleich dient der Altar auch als Grabstätte für den Gründer des Klosters, Erzbischof Gebhard von Salzburg. Die von Theodor von Cramer-Klett und Abt Oswin Schlammadinger gestifteten, der Darstellung des Glorreichen Rosenkranzes gewidmeten Glasgemälde der drei Chorschlussfenster aus dem Jahr 1914 fertigte Franz Xaver Zettler von der Bayrischen Hofglasmalerei in München, die beiden seitlichen Chorfenster mit der Stiftungslegende von Franz Xaver Pernlochner von der Innsbrucker Glasmalerei Anstalt stiftete 1895 Abt Kajetan Hoffmann.
In der Eingangshalle erinnert ein 1909 von Hans Brandstetter geschaffenes Epitaph an den Architekten der Kirche, Wilhelm Bücher.
Im Erdgeschoß des romanischen Nordturms wurde um 1960 eine Fatima-Kapelle eingerichtet. In der benachbarten Benediktuskapelle befindet sich ein barocker Corpus Christi aus der Werkstatt Johann Meinrad Guggenbichlers.

### Orgel

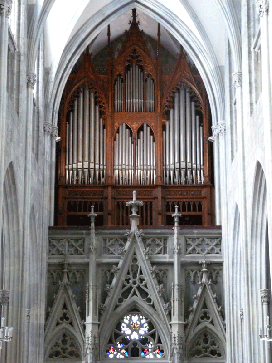
Die Rieger-Orgel im Admonter Münster

Die Admonter Stiftskirche scheint bereits früh im Besitz einer Orgel gewesen zu sein, die, zunächst für die einstimmige Gesangsbegleitung, seit dem 13. Jahrhundert in der Kirchenmusik Verwendung fand. In seinem Traktat de musica verwies Abt Engelbert von Admont (1297–1327) bereits auf die Bedeutung der Orgel für die Liturgie, und wenig später erscheint 1337 in einer Petition des Klosters an den Heiligen Stuhl ein Johannes, der Organist als Zeuge. Der erste Hinweis auf das Vorhandensein mehrerer Orgeln im Admonter Münster findet sich im Äbtekatalog unter Abt Hartnid Gleusser (1391–1411), als organa diversa famata genannt werden.
1590 lässt Abt Johannes IV. Hofmann eine kleine Orgel durch Georg Hackl aus Steyr anfertigen. 1619 rät ein Visitationsprotokoll, dass die zwei Orgeln „in eine zu vereinen“ wären. Gegen Ende der Regierungszeit des Abtes Matthias Preininger (1615–1628) ist man wohl dieser Aufforderung nachgekommen, es wird für das Jahr 1627 der Bau einer großen Orgel erwähnt. Erbauer dieser 15 Register umfassenden Orgel dürfte der aus Admont stammende spätere Wiener Hofinstrumentenmacher und Tischler Jacob Schwager (1595–1661) gewesen sein.
Unter Abt Raimund von Rehling (1659–1675) wird auf dem Mönchschor aber bereits wieder ein Orgelpositiv gebaut, weiters 1711 eine Orgel mit sieben Registern für die Pfarrkirche St. Amand (heute „alte Pfarrkirche“ genannt) von Josef Ignaz Mayenberg errichtet.
1784 erbaute Franz Xaver Chrismann anstelle des kleinen Positivs eine bedeutende Orgel, ein Werk, das beim großen Brand im April 1865 gemeinsam mit der Orgel auf der Seitenempore ein Raub der Flammen wurde; der Überlieferung nach war diese neue Hauptorgel mit 44 Registern ein Lieblingswerk des Meisters. Auch Otto Biba nennt sie „das vorzüglichste Werk des Abbate Chrismann, die ein völlig neues Orgelklangbild nach Österreich brachte“.
Als eine Besonderheit besaß die Stiftskirche bis zu ihrem Brand 1865 außen an ihrem Südturm angebracht ein noch auf das Mittelalter zurückgehendes sogenanntes Hornwerk, das im erweiterten Dreiklang auf das Glockengeläut abgestimmt war und täglich um elf Uhr erklang. Seine erste Erwähnung fand das Instrument 1550 unter Abt Valentin Abel, der in seinen Verhandlungen mit dem Orgelbauer Meister Jakob zu Zwettl anmerkte, dass die Orgel der Kirche sambt ainem Horn schier gantz danider ligt. Abt Johann Hoffmann ließ dann um 1600 das mittelalterliche Instrument durch einen Neubau des Orgelbauers Georg Jäger aus Kapfenberg ersetzen, das ein Jahrhundert später unter Abt Anselm Lürzer von Zechenthal repariert wurde.
Nach der Zerstörung der Chrismann-Orgel wurde 1870–1871 von Mathias II. Mauracher (er selbst nannte sich Matthäus und wird auch in der Literatur häufig als Matthäus der Ältere tituliert) ein neues Werk mit 3 Manualen und Pedal (42 Register) erbaut, das 1909 von seinem Sohn Matthäus II. Mauracher auf 61 Register erweitert wurde. Mit dieser Erweiterung, die auf die Initiative des Admonter Stiftsorganisten Viktorin Berger hin erfolgte, „wurde die Admonter Stiftsorgel damals eine der größten der österreichischen Alpenländer“. Auf dieser Orgel spielte am 15. September 1891 Anton Bruckner, „immer im Pleno. Drei feste Kalkanten mußten den großen Blasbalg treten, um den Pfeifen den benötigten Wind zu liefern.“
Die Disposition der Orgel von 1870/1871 überliefert Jakob Wichner (die Angabe der nicht mitgeteilten Fußtonzahl ist ergänzt):
| I Hauptwerk C–g3 |                   |        |
| 01.              | Principal         | 16′    |
| 02.              | Principal         | 08′    |
| 03.              | Octave            | 04′    |
| 04.              | Superoctave       | 02′    |
| 05.              | Quinte            | 02 ⁄3′ |
| 06.              | Nasat             | 02 ⁄3′ |
| 07.              | Mixtur major IV 0 | 02′    |
| 08.              | Mixtur minor IV   | 01′    |
| 09.              | Cornet V          | 08′    |
| 10.              | Viola             | 04′    |
| 11.              | Koppelflöte       | 08′    |
| 12.              | Koppelflöte       | 04′    |
| 13.              | Fugara            | 04′    |
| 14.              | Bordon            | 16′    |
| 15.              | Trompete          | 08′    |

| II Schwellwerk C–g3 |                 |     |
| 16.                 | Geigenprincipal | 08′ |
| 17.                 | Geigenpraestant | 08′ |
| 18.                 | Progression     | 08′ |
| 19.                 | Salicional      | 04′ |
| 20.                 | Philomela       | 04′ |
| 21.                 | Gedact          | 04′ |
| 22.                 | Hohlflöte       | 02′ |
| 23.                 | Großflöte       | 08′ |

| III Brustwerk C–g3 |                |     |
| 24.                | Principalino   | 08′ |
| 25.                | Gamba          | 08′ |
| 26.                | Violino        | 08′ |
| 27.                | Philomela      | 04′ |
| 28.                | Flauto dolce   | 04′ |
| 29.                | Lieblichgedact | 16′ |
| 30.                | Lieblichgedact | 08′ |

| Pedal C–f1 |               |     |
| 31.        | Principalbass | 16′ |
| 32.        | Violon        | 16′ |
| 33.        | Subbass       | 16′ |
| 34.        | Octavbass     | 08′ |
| 35.        | Cello         | 08′ |
| 36.        | Octave        | 04′ |
| 37.        | Akustischbass | 32′ |
| 38.        | Bombardon     | 16′ |
| 39.        | Posaune       | 08′ |

- Koppeln: II/I, III/II, I/P.
- Spielhilfen: Registerschweller

Die heutige Orgel wurde im Jahre 1974 geweiht und ersetzte das im Laufe der Jahrzehnte schadhaft gewordene Mauracher-Werk. Anlass für den Neubau war auch die 900-Jahr-Feier des Stiftes.
Erbauer des neuen Instruments war die Vorarlberger Firma Rieger, die Disposition erstellte Hans Haselböck. Ganz in barocker Tradition verfügt die Orgel über eine rein mechanische Spiel- und Registertraktur. Um die Integration in den neugotischen Raum der Stiftskirche zu gewährleisten, wurde für die neue Orgel das Gehäuse der Mauracherorgel wiederverwendet.
In den Jahren 2014–2016 wurde das Werk von der Fa. Rieger technisch überarbeitet sowie teilweise die Intonation verbessert; auch wurde eine elektronische Setzeranlage eingebaut. Dabei blieb die mechanische Registertraktur erhalten; die Anzeige für die beiden Schweller ist nun auch im Display ersichtlich. Im Pedal wurde ein 32′-Register „Untersatz“ hinzugefügt, das in der großen Oktave ein kombiniertes Register aus dem vorhandenen Subbass 16′ und einem neuen Quintbass 10 2⁄3′ darstellt; weiters wurde im Brustwerk das Register Regal 16′ auf 8′ umgestellt (neue Pfeifen ab gis2). Im Zuge dieser Arbeiten wurden aus Platzgründen die Tritte für die feste Kombination und die Plenumtritte entfernt.
Das Instrument hat 53 Register (das sind rund 4.000 Pfeifen) auf drei Manualen und Pedal und ist von einem festen Spieltisch mit mechanischer Traktur zu spielen.
| I Hauptwerk C–g3 |                 |         |
| 01.              | Quintade        | 16′     |
| 02.              | Principal       | 08′     |
| 03.              | Gemshorn        | 08′     |
| 04.              | Rohrflöte       | 08′     |
| 05.              | Octave          | 04′     |
| 06.              | Hohlflöte       | 04′     |
| 07.              | Gross Terz      | 03 1⁄5′ |
| 08.              | Quinte          | 02 ⁄3′  |
| 09.              | Superoctave     | 02′     |
| 10.              | Cornet V        | 08′     |
| 11.              | Mixtur major IV | 02′     |
| 12.              | Mixtur minor IV | 01′     |
| 13.              | Fagott          | 16′     |
| 14.              | Trompete        | 08′     |

| II Schwellwerk C–g3 |                       |         |
| 15.                 | Spitzgedackt          | 16′     |
| 16.                 | Flöte                 | 08′     |
| 17.                 | Bleigedackt           | 08′     |
| 18.                 | Gamba                 | 08′     |
| 19.                 | Unda maris            | 08′     |
| 20.                 | Principal             | 04′     |
| 21.                 | Koppelflöte           | 04′     |
| 22.                 | Salicet               | 04′     |
| 23.                 | Nasat                 | 02 ⁄3′  |
| 24.                 | Hohlflöte             | 02′     |
| 25.                 | Terz                  | 01 3⁄5′ |
| 26.                 | Mixtur VI             | 02′     |
| 27.                 | Terzzimbel III        | 01⁄4′   |
| 28.                 | Französische Trompete | 08′     |
| 29.                 | Oboe                  | 08′     |
| 30.                 | Trompete              | 04′     |
|                     | Tremulant             |         |

| III Brustwerk C–g3 |                |       |     |
| 31.                | Salicional     | 8′    |     |
| 32.                | Holzgedackt    | 8′    |     |
| 33.                | Principal      | 4′    |     |
| 34.                | Holzrohrflöte  | 4′    |     |
| 35.                | Sesquialter II | 2 ⁄3′ |     |
| 36.                | Gemshorn       | 2′    |     |
| 37.                | Quinte         | 1 ⁄3′ |     |
| 38.                | Scharff IV     | 2⁄3′  |     |
| 39.                | Regal          | 8′    | (n) |
| 40.                | Krummhorn      | 8′    |     |
|                    | Tremulant      |       |     |

| Pedal C–f1 |              |        |     |
| 41.        | Untersatz 0  | 32′    | (n) |
| 42.        | Principal    | 16′    |     |
| 43.        | Subbaß       | 16′    |     |
| 44.        | Octave       | 08′    |     |
| 45.        | Rohrgedackt  | 08′    |     |
| 46.        | Octave       | 04′    |     |
| 47.        | Nachthorn    | 04′    |     |
| 48.        | Rohrschelle  | 02′    |     |
| 49.        | Mixtur IV    | 02 ⁄3′ |     |
| 50.        | Contrafagott | 32′    |     |
| 51.        | Bombarde     | 16′    |     |
| 52.        | Posaune      | 08′    |     |
| 53.        | Schalmei     | 04′    |     |

- Koppeln (als Zug und Tritt): II/I, III/I, III/II, III/P, II/P, I/P.
- Spielhilfen: elektronische Setzeranlage mit Sequenzern für Hand- und Fuß-Betätigung (seit 2014)[A 5]
- Anmerkungen:

(n) = nachträglich hinzugefügt (2014)
1. 1 2  Schwellbar.
2. ↑  +1 3⁄5′.
3. ↑  Bis 2014: Regal 16'.
4. ↑  Große Oktave akustisch.
5. ↑  Bis 2014: 1 freie Kombination (mechanisch) jeweils für I/P und II/III, 2 Plenumtritte für I/P und II/III, 2 Auslöser für I/P und II/III.

## Geläut

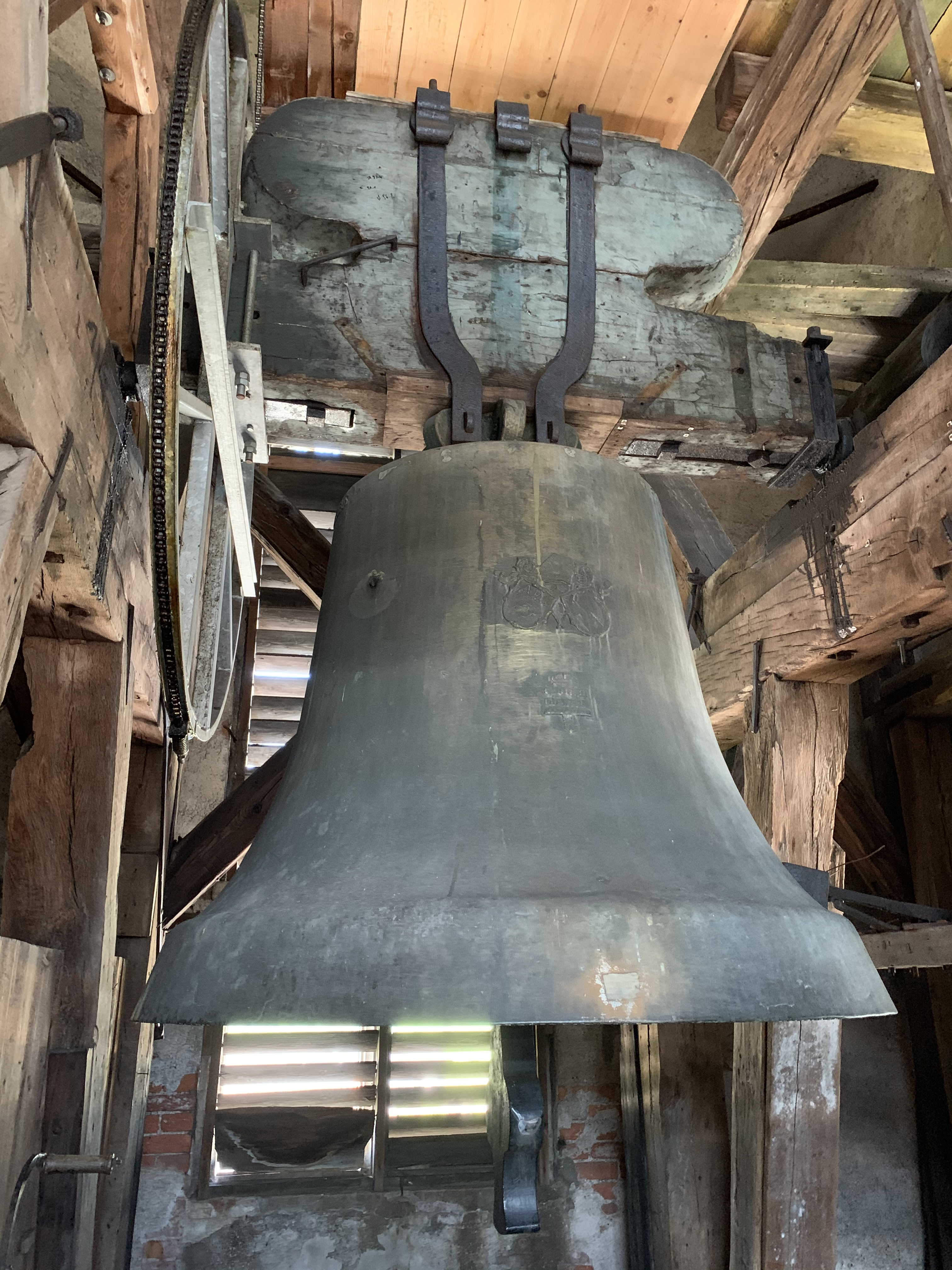
Blaserin im Nordturm

Dem Brand des Stiftes 1865 war auch das historische Geläut der Stiftskirche zum Opfer gefallen. Anlässlich der Wiedereinweihung erhielt die wiederhergestellte Stiftskirche 1869 unter Abt Zeno Müller ein aus acht, von der Glockengießerei Carl Feltl in Graz gegossenen Glocken bestehendes Geläut, das im Parsifal-Motiv in As-Dur abgestimmt war. Von den acht Glocken mussten fünf 1916 im Zuge der Materialbeschaffung während des Ersten Weltkriegs abgeliefert werden. Für den Erhalt namentlich der Blasiusglocke hatte sich der Komponist Robert Fuchs eingesetzt, da diese nach seiner Stellungnahme „ein Glücksguss“ gewesen sei: „Der Ton derselben ist von einem Zauber und von einer Schönheit, wie ich ihn von keiner anderen der vielen Glocken, die ich gehört, noch wahrgenommen habe. Wenn sie ertönt, so ergreift sie mächtig das menschliche Gemüt, und wie eine Stimme aus der Ewigkeit hebt sie über alles Irdische hinweg.“
Nach Wiederherstellung der beiden Westtürme der Stiftskirche wurde 1929 durch die Oberösterreichische Glocken- und Metallgießerei in Sankt Florian ein Geläut mit der Tonfolge Gis-h-cis-e-fis-gis hergestellt und am 6. Oktober geweiht. Im Jänner und Februar 1940 wurden alle sechs Glocken abgeliefert und die Blasius-Glocke von 1868 im Turm zertrümmert.
Heute hängen in den beiden Kirchtürmen sieben Glocken (vier im Südturm und drei im Nordturm), gegossen von der Glockengießerei St. Florian in den Jahren 1950 (Glocken 1–5) und 1948 (Glocken 6–7):
| Nr. | Name                    | Gussjahr | Durchmesser (mm) | Masse (kg) | Nominal (16tel) | Turm     |
| --- | ----------------------- | -------- | ---------------- | ---------- | --------------- | -------- |
| 1   | Blaserin                | 1950     | 1760             | 3170       | b0              | Nordturm |
| 2   | Muttergottesglocke      | 1950     | 1480             | 1843       | des1            | Südturm  |
| 3   | Benediktusglocke        | 1950     | 1300             | 1297       | es1             | Südturm  |
| 4   | Hemmaglocke             | 1950     | 1110             | 794        | ges1            | Nordturm |
| 5   | Gebhardglocke           | 1950     | 990              | 578        | as1             | Nordturm |
| 6   | Josefsglocke            | 1948     | 880              | 410        | b1              | Südturm  |
| 7   | Amand- und Erhardglocke | 1948     | 740              | 250        | des2            | Südturm  |